# Constituição Havaiana de 1887
A Constituição Havaiana de 1887, oficialmente “Constituição do Reino Havaiano”, foi a quarta constituição do Reino do Havaí. Foi um documento legal preparado por antimonarquistas para despojar a monarquia havaiana de grande parte de sua autoridade, iniciando uma transferência de poder para uma coalizão de povos norte-americanos, europeus e alguns poucos nativos apoiadores. Tornou-se conhecida como “Constituição da Baioneta”, devido ao levante da milícia armada que forçou o rei Kalākaua a assiná-la.

## Contexto

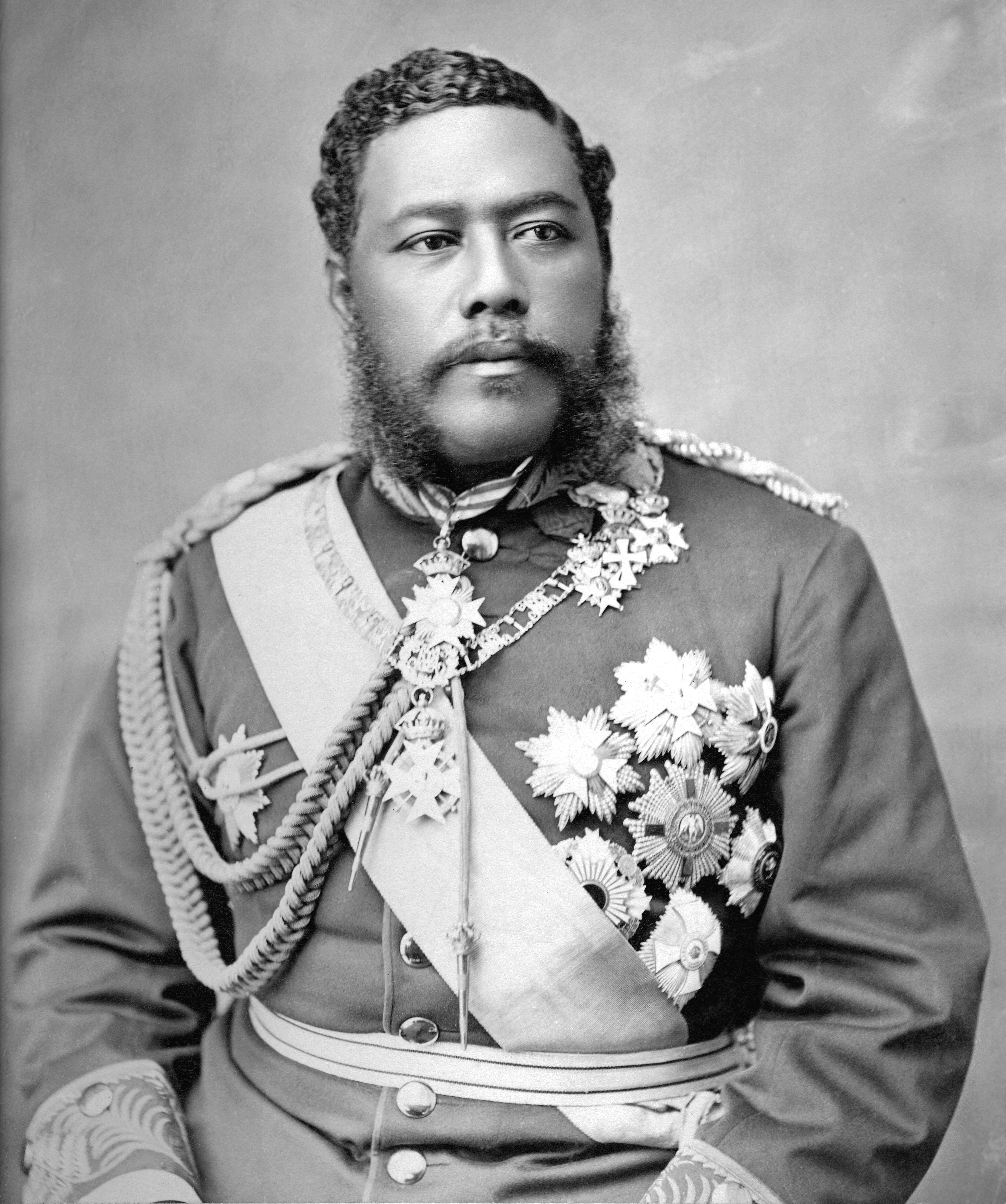
Rei Kalākaua do Havaí.

Em 30 de junho de 1887, uma reunião de residentes, incluindo uma milícia armada de Honolulu e políticos reformistas, exigiu do rei Kalākaua a demissão de seu gabinete, que apoiava a autoridade do monarca, fortalecida pela Constituição Havaiana de 1864. A reunião foi convocada por Sanford B. Dole e grandes produtores de cana-de-açúcar do Havaí – os norte-americanos desenvolveram a maior parte da riqueza do reino havaiano. Lorrin A. Thurston, o principal instigador da subsequente derrubada da monarquia havaiana, preparou uma lista de exigências ao rei. Na manhã seguinte, 1º de julho de 1887, a milícia de Honolulu assumiu o controle e Thurston tornou-se então o poderoso Ministro do Interior. Em menos de uma semana, a nova constituição foi redigida por um grupo de advogados, incluindo Thurston e Dole. Todos estavam associados ao grupo conhecido como “Liga Havaiana”, que desejava explicitamente o fim do reino e a sua anexação pelos Estados Unidos.
A Constituição Havaiana de 1887 despojou o rei da maior parte da sua autoridade pessoal, fortalecendo o parlamento e o gabinete do governo. Desde então, tornou-se amplamente conhecida como a "Constituição da Baioneta" devido à ameaça de força usada para obter a cooperação de Kalākaua. A nova Constituição nunca foi ratificada pela legislatura do Reino do Havaí. Imediatamente após a adoção do documento, a população nativa havaiana procurou restaurar o poder e a autoridade do rei. Um comitê de havaianos reuniu-se com Kalākaua para discutir o desmantelamento da Constituição, pois o rei a assinou sob coação. Com base nisso, posteriormente, a Rainha Liliuokalani propôs a remoção do poder da legislatura por meio da proposta de Constituição Havaiana de 1893, que restauraria a monarquia "absoluta". Em resposta, a Liga Havaiana derrubou a monarquia e o parlamento assumiu o controle do país. O documento seria oficialmente substituído pela Constituição Havaiana de 1894.

## Princípios

Bandeira do Reino do Havaí.

A Constituição de 1887 seguiu princípios liberais modernos. Substituiu o veto absoluto anterior, permitido ao rei, por outro que dois terços da legislatura do Reino do Havaí poderiam anular. Também retirou o poder do rei de agir sem o consentimento do seu gabinete e deu ao legislador o poder de demitir o gabinete em vez do rei. Também removeu o princípio da Constituição de 1864 que implicava que o rei estava acima da lei, substituindo-o pelo princípio que dizia que o rei era obrigado a obedecer às leis ao nível dos seus súditos.
A Constituição também restaurou o bicameralismo e removeu o poder do monarca de nomear membros da Câmara dos Nobres (a câmara alta do parlamento havaiano), tornando-a um órgão eleito pelos ricos proprietários de terras para mandatos de seis anos e ampliando-o para 40 membros. As qualificações para servir como Nobre ou Representante passaram a incluir também elevados requisitos de propriedade e rendimento, o que privou quase toda a população nativa da capacidade de servir no parlamento. Permitiu que estrangeiros residentes votassem, não apenas cidadãos naturalizados. Aos asiáticos, incluindo súditos que anteriormente gozavam do direito de voto, foi especificamente negado o sufrágio. Os homens havaianos só recebiam plenos direitos de voto se atingissem os limites econômicos e de alfabetização. A constituição anterior também adotava o sufrágio censitário, mas sua sucessora endureceu consideravelmente esses requisitos. Desproporcionalmente, foram os residentes brancos do sexo masculino, ricos da indústria açucareira, que mantiveram o sufrágio com a "Constituição da Baioneta".
A Constituição de 1887 também tentou limitar os gastos considerados perdulários, que se tornaram um problema durante o reinado de Kalākaua, nomeadamente com a dispendiosa construção e manutenção do Palácio 'Iolani. A Constituição estipulava que o Rei era obrigado a nomear um Ministro das Finanças para supervisionar os gastos do governo e apresentar uma proposta orçamentária anual à legislatura.
Atribuindo o poder do governo ao Gabinete e, em seguida, nomeando prontamente os seus membros, e garantindo a privação de direitos da sua oposição, as elites euro-americanas presentes na Liga Havaiana assumiram o controle total sobre o Reino Havaiano.